# Mohsen Dalloul
Mohsen Ali Dalloul – libański polityk szyicki. W okresie wojny domowej był członkiem rady wykonawczej Socjalistycznej Partii Postępu oraz należał do lewicowego Libańskiego Ruchu Narodowego. Brał udział w rozmowach pokojowych, zakończonych porozumieniem w Taif. W latach 1989–1992 piastował stanowisko ministra rolnictwa w rządach Salima al-Hussa, Umara Karamiego i Raszida as-Sulha. Natomiast w trzech pierwszych gabinetach, kierowanych przez Rafika al-Haririego pełnił funkcję ministra obrony. W 1991 r. został mianowany deputowanym libańskiego parlamentu z okręgu Baalbek-Hirmil. Był również wybierany w wyborach parlamentarnych w latach 1992, 1996 oraz 2000, reprezentując okręg okręgu Zahla jako stronnik Rafika Haririego. Przegrał elekcję w 2005 r., startując z listy Sojuszu 14 Marca. Wycofał się z kandydowania w wyborach w 2009 r.